# カニング・キラー/殺戮の沼
『カニング・キラー/殺戮の沼』（カニング・キラー/さつりくのぬま、原題：Primeval）は、2007年1月12日にアメリカ合衆国より公開されたホラー映画。ブルンジ共和国のキビラ湿地帯を舞台に、ワニのギュスターブによる事件を基にした映画作品。マイケル・ケイトルマンの劇場映画監督デビュー作である。
日本では劇場未公開。2008年3月19日にウォルト ディズニー スタジオ ホーム エンターテイメントよりDVDが発売されている。メイキング映像や未公開シーンなど映像特典を収録された。
また、本作は実話と言われる事があるが、実際に基づいているのは巨大ワニが実在すると言う部分だけである。

## ストーリー
ニューヨークのテレビ局の報道部のプロデューサーであるティムは、仕事で失敗したこともあり、汚名返上のためにもドキュメンタリー番組の取材のために国連軍の白人女性を殺害した巨大な爬虫類の探索・捕獲に同行する仕事を引き受けた。レポーターのアビバとカメラマンのスティーブンとともに、ブルンジ共和国に来たティムは、女性を殺害したその爬虫類・グスタブ探しについて行った。だが、リトル・グスタフという支配者によって国が混乱していたため、取材は容易ではなかった。そんな中、取材クルーが政府軍の虐殺行為を撮影してしまい、軍から命を狙われる羽目に。更には巨大ワニ、グスタブも現れてクルーたちを襲いだした。

## 登場人物
ティム・マンフリー
演 - ドミニク・パーセル
報道部のプロデューサー。仕事で失態を犯してしまう。
アビバ・マスターズ
演 - ブルック・ラングトン
動物レポーター。仕事に対する意欲は本物。
スティーブン・ジョンソン
演 - オーランド・ジョーンズ
カメラマン。
ジェイコブ・クリーグ
演 - ユルゲン・プロホノフ
現地のガイドを務める。グスタブに家族を殺された過去がある。
マット・コリンズ
演 - ギデオン・エメリー
生物学者。自分の立場からグスタブの考えを良くも悪くも理解している節があった。
ジョジョ
演 - ガブリエル・マレマ
村人。
ロジャー・シャープ
演 - パトリック・リスター
ティムの上司。

## キャスト
| 役名                     | 俳優                   | 日本語吹き替え |
| ------------------------ | ---------------------- | -------------- |
| ティム・マンフリー       | ドミニク・パーセル     | 山野井仁       |
| アビバ・マスターズ       | ブルック・ラングトン   | 本田貴子       |
| スティーブン・ジョンソン | オーランド・ジョーンズ | 檀臣幸         |
| ジェイコブ・クリーグ     | ユルゲン・プロホノフ   | 諸角憲一       |
| マット・コリンズ         | ギデオン・エメリー     | 清水明彦       |
| ジョジョ                 | ガブリエル・マレマ     | 岸尾だいすけ   |
| ロジャー・シャープ       | パトリック・リスター   | 西村知道       |

## スタッフ
- 監督：マイケル・ケイトルマン
- 製作：ギャヴィン・ポローン
- 製作総指揮：ジェイミー・ターセス、ミッチ・エンゲル
- 脚本：ジョン・ブランカトー、マイケル・フェリス
- 撮影：エドワード・J・ペイ
- プロダクションデザイン：ジョニー・ブリート
- 音楽：ジョン・フリッゼル
- 編集：ガブリエル・ライ
- 衣裳デザイン：ディアナ・シリアーズ